# Surinamellini
Surinamellini es una tribu de insectos hemípteros heterópteros de la familia Miridae.

## Géneros
- Apilophorus - Craoiella - Eustictus - Glossopeltis - Guapimirella - Krainacoris - Nicostratus - Opistocyclus - Surinamella